# リー・エンフィールド
リー・エンフィールド（Lee-Enfield）は、イギリスで開発されたボルトアクションライフルである。1895年の採用以降、長年に渡りイギリス軍の制式小銃として配備されていた。
リー・エンフィールドという名称は、設計者であるジェームス・パリス・リー（James Paris Lee）の姓と、王立小火器工廠がある地名のエンフィールドに由来する。

## 概要
1888年に制式採用されたリー・メトフォード小銃の改良型として開発されたもので、1895年から1958年までの60余年間にわたり度重なる改良を加えられ、外見・仕様・弾薬を変えながら、イギリス軍以外にも大英帝国およびイギリスの植民地及びコモンウェルスの諸国の軍隊や警察において広く用いられた。
第二次世界大戦では日本軍が緒戦で大量に鹵獲し、インド国民軍やビルマ防衛軍の装備として利用した。
イギリス軍では1958年にL1A1に制式小銃の座を譲った後も1960年代初頭まで使用されており、今でも、インドの各州警察など一部のコモンウェルス諸国・元植民地の治安維持部隊等では現役である。
現在でも人気は高く、狩猟用や競技用の銃として愛好家は多い。
総生産量は1千7百万丁を超えると推定されている。

## 沿革
イギリス軍部はマルティニ・ヘンリーライフルに代わりリー・メトフォード小銃(MLM)を制式化して程なく、弾薬を黒色火薬から無煙火薬に変更した新小銃の開発を決定した。
当初は発射薬のみを換えれば良いと考えていたが、実験の結果、無煙火薬によって発生する高熱と高圧力によって丸く浅いメトフォードの線条(ライフリング)を直ぐにすり減らしてしまい、銃身の寿命が極端に短くなる事が分かり、銃身のライフリングを角型のライフリングにしたことでこの問題を解決し、新たな小銃が誕生したのであった。

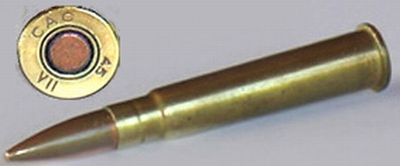
一般にリー・エンフィールド小銃に用いられる" Mk. VII " .303ブリティッシュ弾

この小銃は一部の派生型を除き、.303ブリティッシュ弾というリム（縁）付きの弾薬を引き続いて使用した。ダブルカラムマガジンにはリム無しの弾薬の方が良いという要求があったにもかかわらず、政府は在庫が余っているリム付きの弾薬を使うため、リー・エンフィールド小銃に既存の弾薬を採用するように命じた。
この決定は黒色火薬時代の古い設計である.303口径の弾薬が、第二次世界大戦、朝鮮戦争まで生き延び、コモンウェルス諸国の軍隊が自動小銃を採用する為にリム無し弾薬を採用するまで使い続けられるという誰も予想し得ない結果を生んだ。

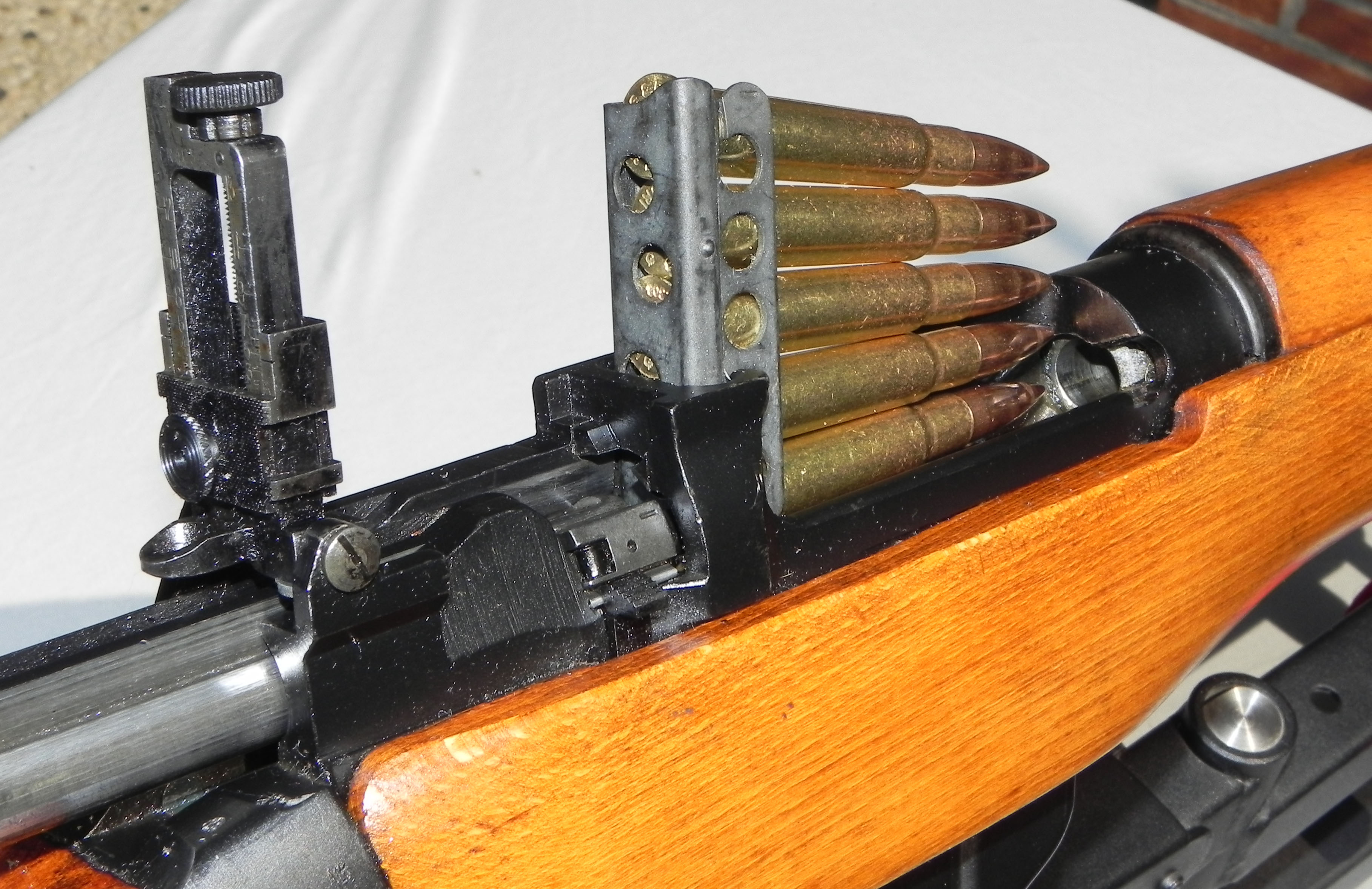
リー・エンフィールド No.4 Mk2のボルトを開き、.303ブリティッシュ弾の装弾クリップを挿入した様子。可動式ボルトヘッドが見えるレシーバーの切り欠き部が、発砲時に閉鎖状態のボルトと噛み合って圧力を受ける。その下にはボルトの抜け止めラッチも見える

メトフォード小銃に引き続き、脱着可能な10発入りダブルカラムマガジン（複列弾倉）を銃に備え、ボルトを開放した状態で上から5発クリップを2個用いて10発を給弾する。脱着可能な弾倉を備えているという事は、今でこそ普通であるが、この小銃が採用された頃ではかなり先進的な事であった。ただし弾倉を固定するレバーの操作には大きな力が必要で、頻繁な脱着を意図したものではなく、弾薬の装填には弾倉の交換ではなく一般的な装弾クリップが用いられた。この脱着可能な弾倉を採用することは当初、一部のイギリス軍上層部に反対されていた。なぜなら、兵士が野戦において伏せ撃ちした際に弾倉を無くすのではないか懸念していたからである。こうした反対意見を反映して初期のリー・エンフィールド小銃では、弾倉と小銃本体とを短い鎖で繋げていた。
さらに上層部は、多弾数の弾倉を備えた銃だと兵士が正確に狙って撃たなくなるのではないかとも予期したが、これらの心配された事は実際には起こらず、60年以上に渡ってイギリス軍で使われ続けた。
上記の通り、同時期の諸外国の小銃に比べ装弾数が多いのと、マウザー方式とは異なるボルトアクションであったため、ボルトの後退幅・回転角が小さく、素早く排莢・装填でき、照準器から視線をはずさずに連続射撃を行う事ができた。訓練を積んだ兵士であれば、1分間に20～30発撃つこともできたとも言われており、当時のボルトアクション小銃としては例外的な素早さで速射させることが可能であった。

## 各タイプと採用期間
以下にイギリス陸軍での各タイプ・派生型の採用期間ついて表にまとめた。
| タイプ                                              | 採用期間             |
| --------------------------------------------------- | -------------------- |
| マガジン リー・エンフィールド                       | 1895–1926            |
| チャージャー・ローディング リー・エンフィールド     | 1906–1926            |
| ショート・マガジン リー・エンフィールド Mk I        | 1904–1926            |
| ショート・マガジン リー・エンフィールド Mk II       | 1906–1927            |
| ショート・マガジン リー・エンフィールド Mk III/III* | 1907–現在            |
| ショート・マガジン リー・エンフィールド Mk V        | 1923–1926 (試作のみ) |
| ライフル No. 4 Mk I                                 | 1939–現在            |
| ライフル No. 4 Mk I*                                | 1941–現在            |
| ライフル No 5 Mk I "ジャングルカービン"             | 1944–現在            |
| ライフル No. 4 Mk 2                                 | 1947–現在            |
| ライフル 7.62 mm 2A1                                | 1965–現在            |

## Magazine Lee-Enfield

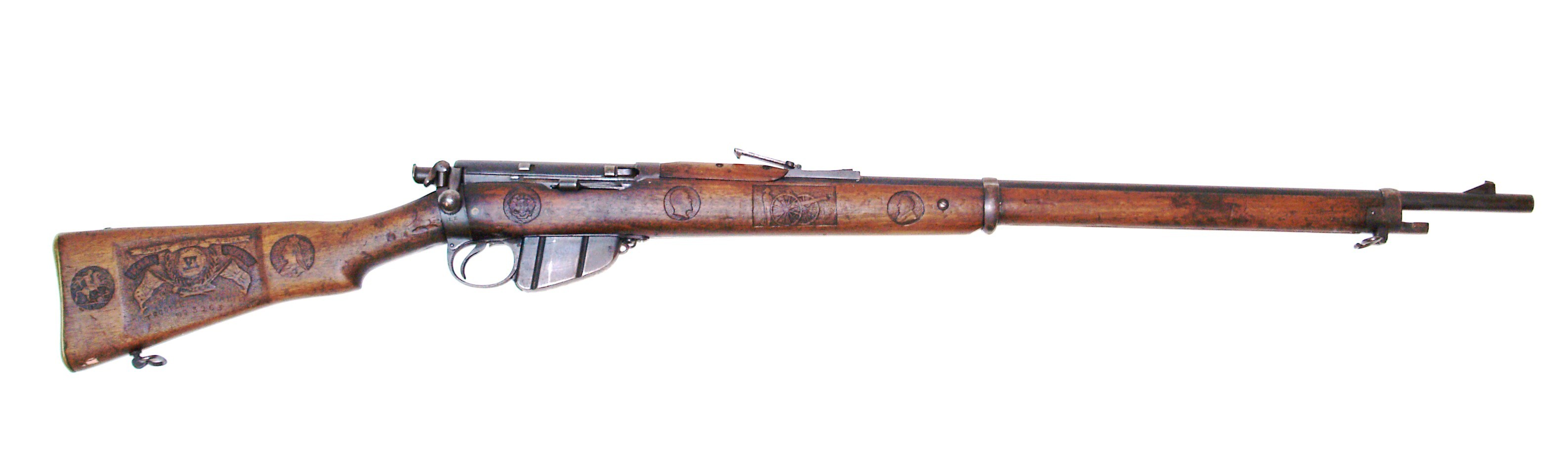
Magazine Lee-Enfield(MLM)

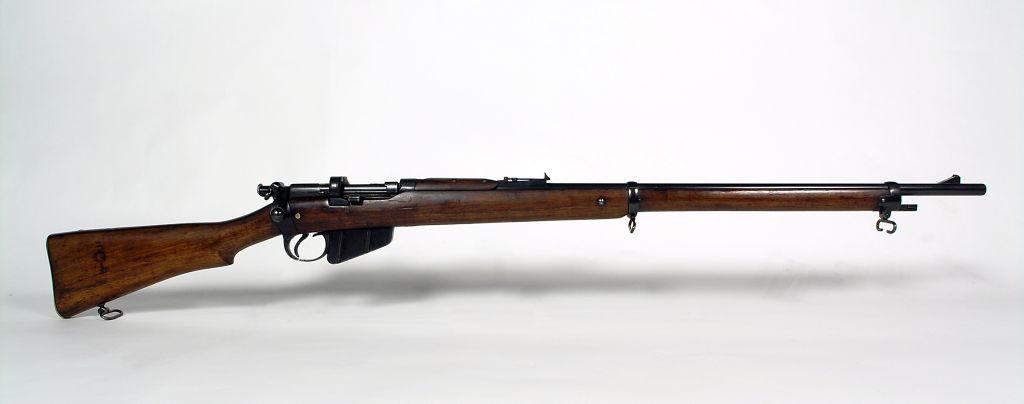
Charger Loading Lee–Enfield(CLLE)

1895年11月、イギリス陸軍は歩兵銃として.303 calibre, Rifle, Magazine, Lee-Enfield、一般的にはMagazine Lee-EnfieldまたはMLE として知られるこのタイプを採用した。
銃身の長さは30.2インチ (767mm)であった。翌1896年には、銃身を21.2インチ (538mm)まで切り詰めたLee-Enfield Cavalry Carbine MkI(LEC)を騎兵銃として採用した。
1899年に、歩兵銃・騎兵銃共に小改良を加えて名称をそれぞれMLE MkI*、LEC MkI*としている。
1906年以降、MLEの少なからぬ数がSMLE MkIより採用された装填子を用いた装填機構（チャージャー・ローディング）に改修され、前身のリー・メトフォードの幾らかも銃身交換と装填機構の改修を受けた。これらの改修型MLE及びMLMはCharger Loading Lee–EnfieldまたはCLLEと呼ばれた。

## Short Magazine Lee-Enfield MkI

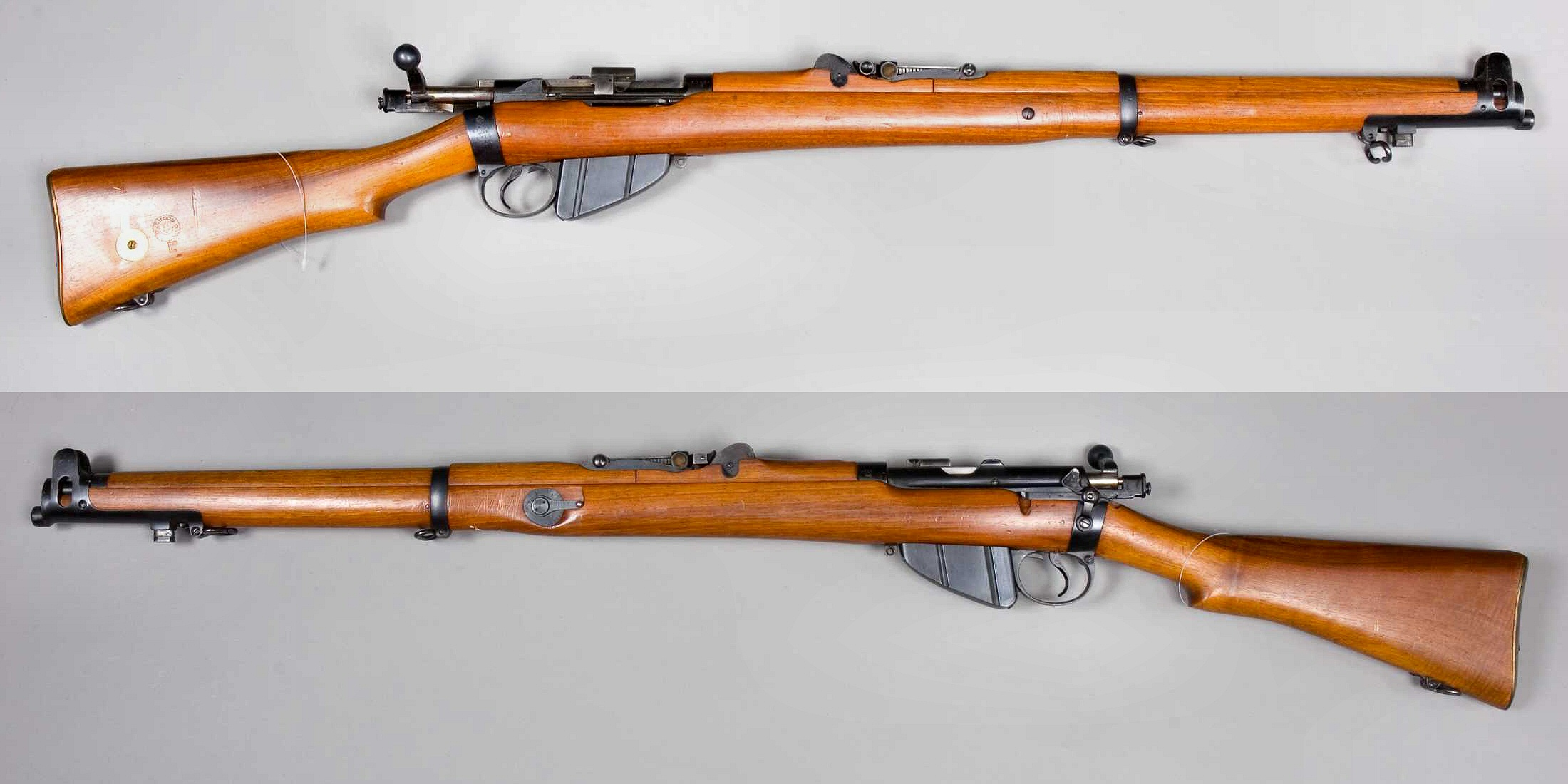
Rifle, Short, Magazine, Lee-enfield(SMLE)

MLEを短縮・軽量化したRifle, Short, Magazine, Lee-enfield またはSMLE として有名なこの改良型は1904年1月1日に採用された。
銃身長は、MLEの標準タイプと騎兵銃タイプとの中間のサイズである25.2インチ(640mm)である。
SMLEの見た目の特徴は、先端が露出している以外は、銃身全体がハンドガード で完全に覆われている点である。ハンドガード先端のノーズキャップには、上部に保護ガード付きの前方照準器、下部に着剣装置と叉銃用スイベルが付属する。このバージョンは、新しく開発されマウザーで用いられていた装填子(ストリッパー・クリップ、チャージャー)を用いた装填機構を組み込まれており、10発を再装填する為に要する時間が大幅に短縮された。
当時、短くなった銃身は議論の的になった。多くの銃職人、ライフル協会のメンバーは「短い銃身にすれば、MLE程の命中精度は期待できないだろうし、反動がかなり大きくなるし、有効射程がかなり短くなるだろう。」と心配していた。多くの専門家も「騎兵には長過ぎるが、正確に長距離射撃をするには短か過ぎる」と感じていた。
旧来の1903年制式銃剣は刃渡り300ミリメートルの刀身を備えていたが、銃剣格闘の際にSMLEの短い銃身長さを補う目的で、1907年制式の銃剣が新たに採用された。この新銃剣の刃渡りは430ミリメートルで、日本の三十年式銃剣を参考に設計されており、三十年式に酷似した叉銃用フックを兼ねた鍔や、片刃の刀身を備えていた。

## Short Magazine Lee-Enfield Mk III

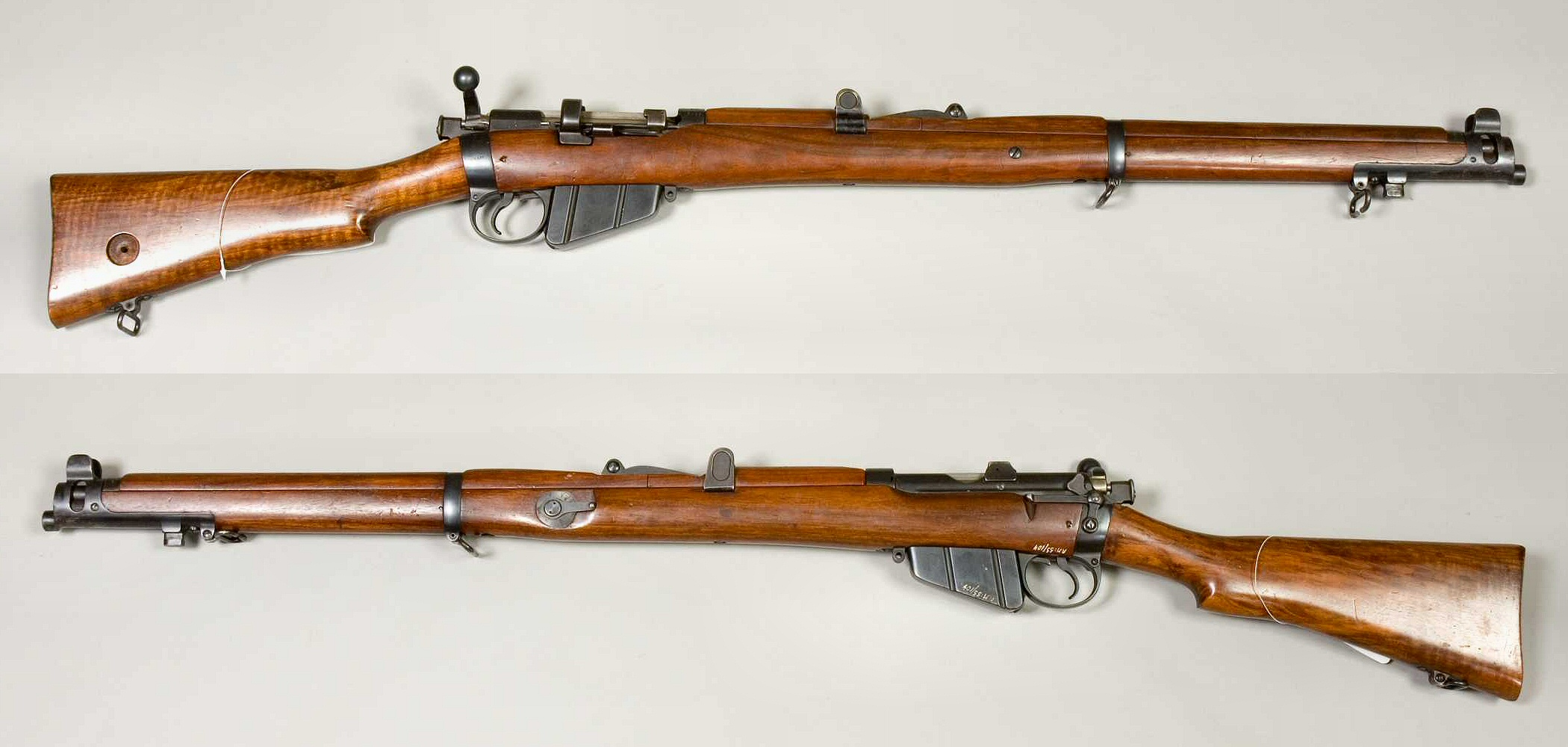
Rifle, Short, Magazine, Lee-enfield No.III(SMLE Mk.III)

数多くあるリー・エンフィールドの中で最も有名であると思われるのが、このSMLE Mk IIIである。
1907年1月26日にイギリス陸軍に採用された。
このバージョンには、簡略化されたU字型の照門と改良された装填・排莢機構が組み込まれ、更にハンドガードと弾倉のデザインにも改良が加えられた。
空気力学的に優れている新採用の"Mk VII高速弾"に適するように薬室にも改良が加えられた。

### Short Magazine Lee-Enfield MkIV
前の制式採用小銃であるMagazine Lee Metford (MLM)と、リーエンフィールド小銃の初期タイプであるMLEとSMLE MkIの多くはこのSMLE MkIIIの規格に改修された。
改修されたこれらのバージョンはSMLE MkIVと呼ばれることとなった。

### Short Magazine Lee-Enfield Mk III*

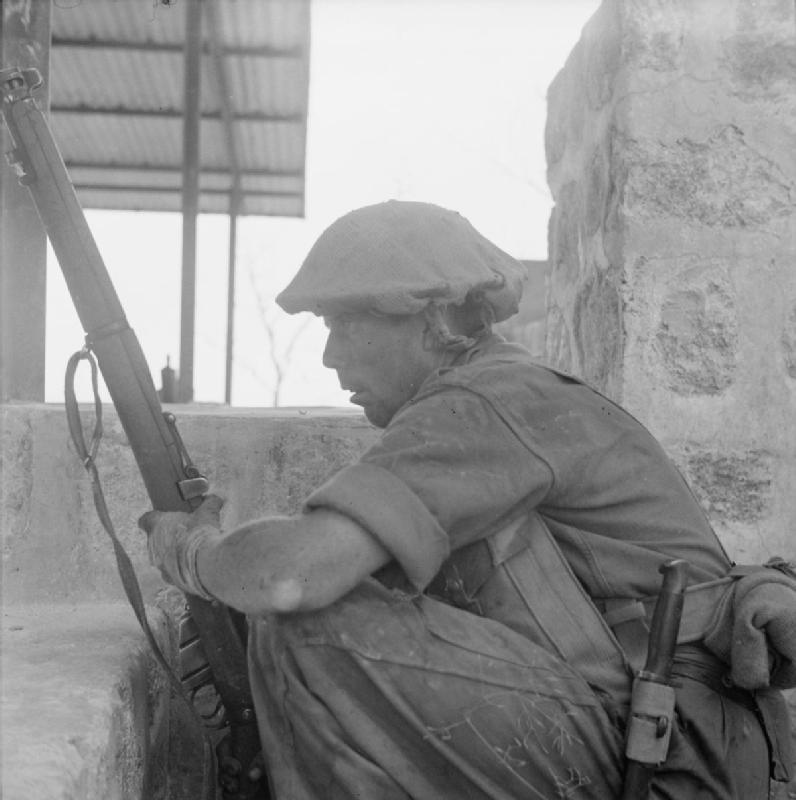
SMLE Mk Ⅲ*とP1907銃剣（叉銃用フックが省略されたタイプ）で武装したイギリス軍兵士。ビルマにて

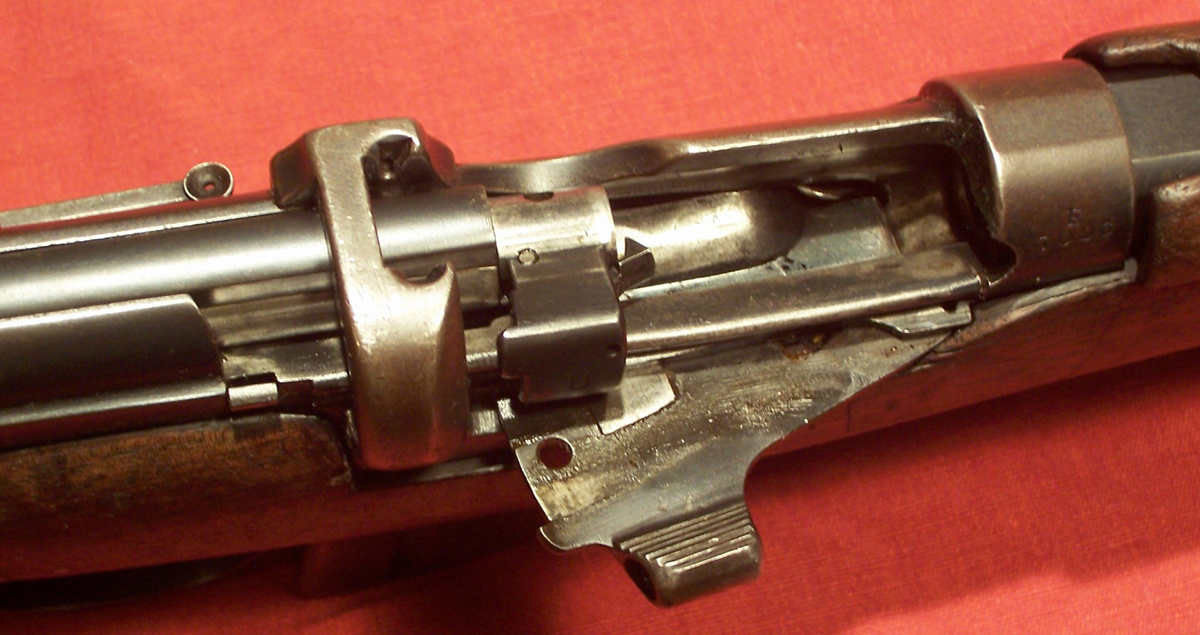
手前側に出ている出っ張りが、SMLE MkIIIの"マガジン・カットオフ"と呼ばれる機構である。余裕がある状況下では単発銃として使うことで弾倉の弾薬を温存し、緊急時には連発銃に戻す切り換えができる。この機構はSMLE MkIII*では省略される事になる。

第一次世界大戦中、SMLE Mk IIIは生産に手間がかかり過ぎることが判明した。1915年の後半になり需要が供給量を追い越してしまったので、そこで簡易型のSMLE Mk III*がイギリス軍に採用された。SMLE Mk III*の生産と平行して英国は米国企業に小銃の生産を委託し、米国で製造されたP14エンフィールド(アメリカン・エンフィールド)も戦線に投入されたがSMLEを置き換えるには至らなかった。P14エンフィールドは機構の頑丈さや命中精度でSMLEに勝っていたが、弾倉容量の少なさが第一次大戦の最前線では致命的な短所と見なされ、BEFの兵士達からの支持を得るには至らなかったのである。
SMLE Mk III*の最も顕著な変更箇所は、弾倉から薬室への装弾を止めて単発銃として射撃できるようにする"マガジン・カットオフ"と呼ばれる機構と、銃の左側面にあった長距離の目標にあわせるための照準器機を省略した点である。風の影響を考慮して照門を左右調整する機能も同様に省略された。"マガジン・カットオフ"機能は第一次大戦終結後、省略されなくなったが、1942年までには全く必要の無いものとなってしまった。
オーストラリアとインドでは紛争時の標準的な小銃として保持、生産されていたが、容易に生産が可能な設計であるからである。オーストラリアでは朝鮮戦争でも使用され、1950年代後半になりL1A1にその座を受け渡すまで制式採用小銃の座にとどまり続けた。特に、北アフリカやアジアにあるコモンウェルスの国々では第二次世界大戦以降においても採用され続けることになる。
アイルランドでは1922年建国と同時にSMLE Mk III*を制式小銃として採用した。
既にアイルランド独立戦争においてIRA で広く使われていた。アイルランド内戦では条約支持派と反条約派の両サイドで用いられ、その後IRA によって1950から70年代にかけて使われたのである。

## 戦間期
1926年、イギリス陸軍は武器の命名法を変更した。その結果、SMLEは名前が変わりRifle No. 1 Mk IIIまたはRifle No. 1 Mk III*として知られるようになる。
それと同時にMLEとLECはSMLE MkIなどの初期のSMLEと一緒に廃止された。
多くのMk IIIとMkIII*が22口径の拳銃弾(.22 LongRifle)を使用するRifle No. 2と名付けた訓練用ライフルに改造された。

### SMLE MkV (Rifle No.1 Mk V)
従来のSMLEは多くの鍛造や機械加工を必要とする為に、大量生産するにはかなり高価だった。
価格と工程の多さを解決するために、複雑な部品の数を減らすなどの幾つかの試みが1920年代に行われていた。
その試みの集大成がSMLE MkV(1926年以降はRifle No.1 Mk V)である。
Mk IIIから改良点は、照門に改良が加えられ容易に尚且つ迅速に照準をつける事が可能になった事と、照門を射手から見て手前の側に移動させた為、照門と照星との間が距離が離れた結果、照準の精度が上がり、有効射程が向上した。
"マガジン・カットオフ"機構がまた組み込まれる事になり、バンド を銃口の手前に追加した事で銃剣を使う際の強度不足は解消された。
しかし、Mk Vは大量生産するとなるとMk IIIより遥かに複雑で高価になってしまう事が分かり、開発は終了、限定的に1922～24年にかけて2万丁生産されただけで試作品の域を超えることはなかった。
重銃身で尚且つフローティングバレル（銃身が根元だけで支えられ、銃床及びハンドガード(台座部分)から少し浮いていて、周囲と干渉することが無い。命中精度を追求する場合に用いられる構造。狙撃銃#構造を参照。）で、Mk Vで採用された新しい照門と"マガジン・カットオフ"機構が省かれたRifle No.1 Mk VIも開発されたが、1930～33年の間に1025丁だけ生産された。

## Rifle No.4 Mk I

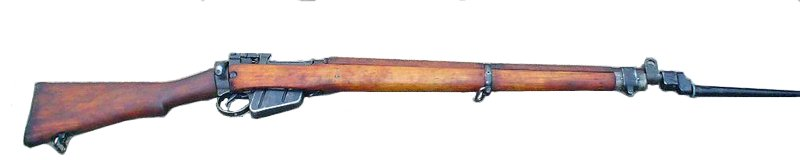
Rifle No. 4 Mk I 「豚を突付く棒」とあだ名されたスパイクバヨネットが装着された状態。バヨネットには円柱状の鞘もかぶせられている

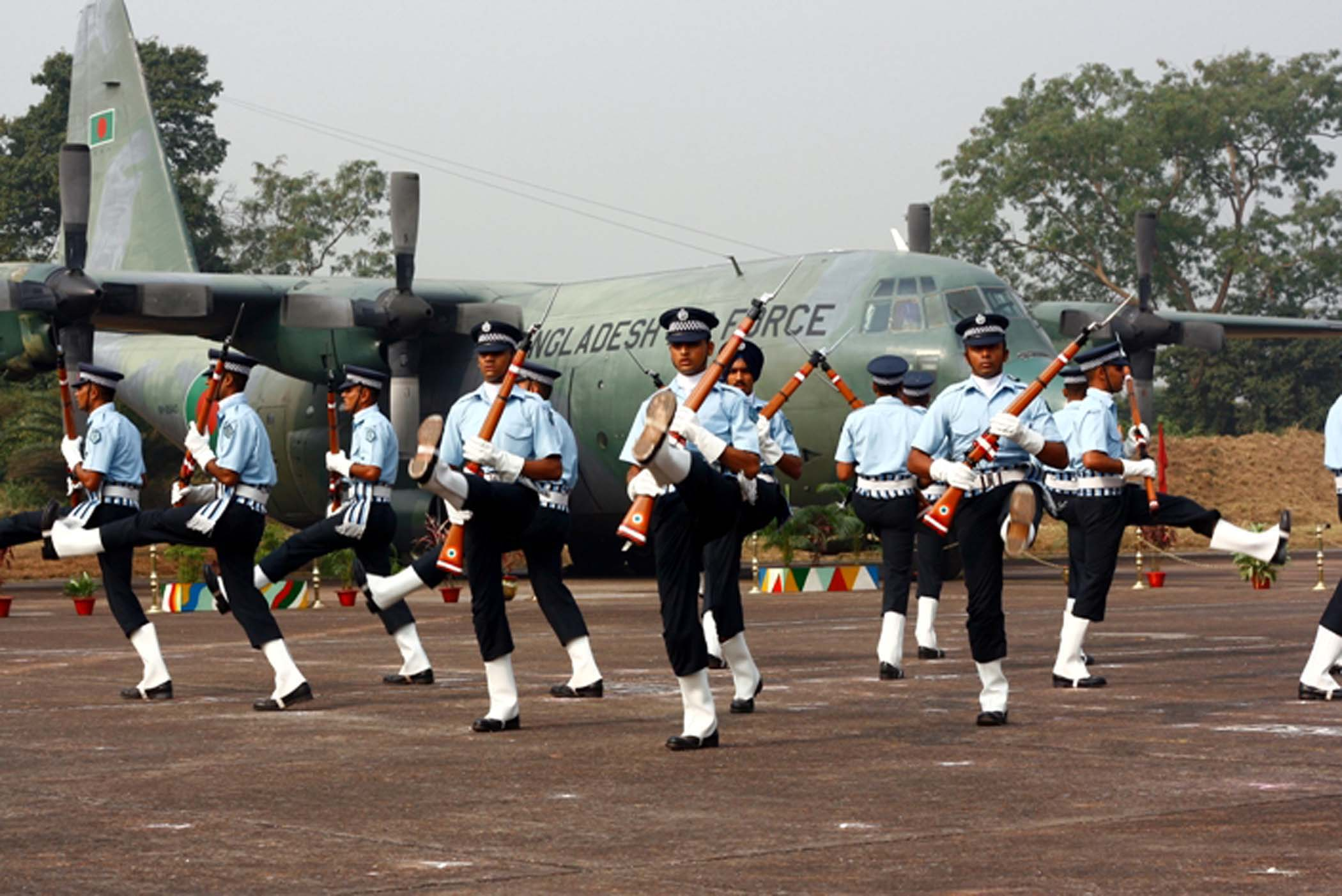
No.4を手にドリルを行うインド空軍の儀仗隊

1930年代末になり新しい小銃への要求が高まり、1939年に採用されたのがこのRifle No. 4 Mk I(No.4 Mk I)である。1939年に採用されたが、41年まで大量生産される事はなかった。
このRifle No. 4 Mk IはRifle No.1 MkVIに類似している。しかし、最も大きな違いは、より簡単に大量生産できるようになった点である。一目で分かる外見上の違いは、SMLEとは異なって、ハンドガードから銃身が飛び出ている点だろう。
No.4 Mk IはRifle No.1 MkIIIに比べ非常に重たい。これは銃全体を強化し、命中精度を上げる為に肉厚で重い銃身を採用したからである。
新しい銃剣もこの銃の開発に平行して開発され、スパイク・バヨネットと呼ばれる銃剣が取り入れられた。これは日本語訳では“銃「剣」”という名前だが、本質的には先端が尖った棒と銃にしっかり固定できるようにしたソケットを一体化したものであり、兵士からは「豚を突付く棒」だとあだ名された。当初は全体が一体鍛造され、剣部は断面形が三角形だったが、先端をマイナスドライバーのように削った丸棒に簡略化された。さらに製造の簡便化を図って、ソケットと剣部が別部品に分けられた。第二次世界大戦が終盤を迎える頃、銃への装着方法は同じだが、刃が付いた一般的なナイフ形の銃剣が開発・支給され、スパイク・バヨネットと同じくらいの数が使われた。

## Rifle No.4 Mk I*

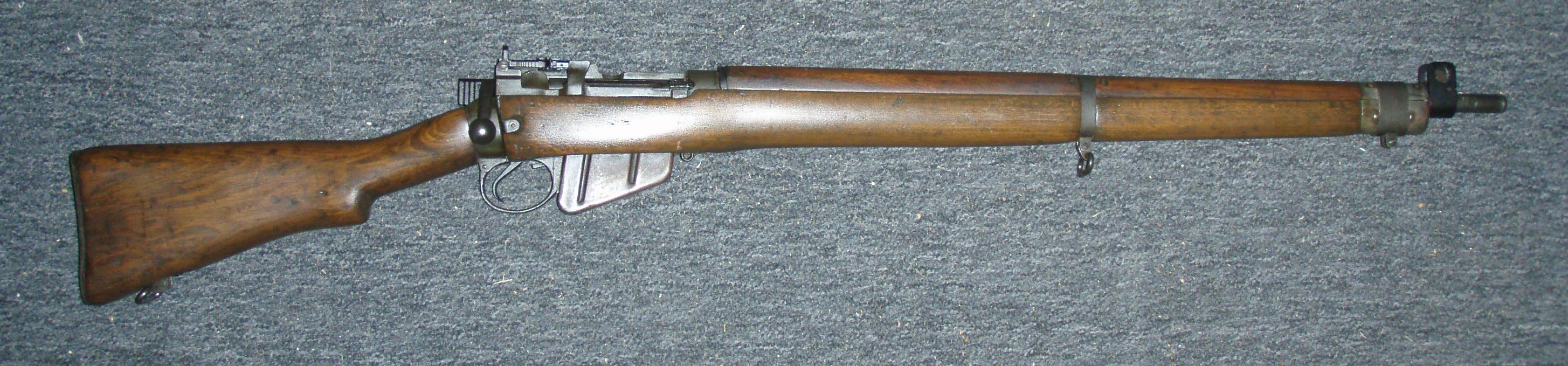
Rifle No. 4 Mk I* - カナダ製

第二次世界大戦が進むに連れて、大量生産向きにした簡易型であるNo. 4 Mk I*が生まれた。
照準器の設定距離を600mまでに限定 し、照門をただの穴としたピープサイトと呼ばれるものに変更している。
この簡易型であるNo.4 Mk I*はカナダのLong Branch ArsenalとアメリカのSavage-Stevens Firearmsでのみ生産された。その一方で、第二次世界大戦の間を通して、No. 4 Mk Iはイギリスでのみ生産された。
コンゴ動乱でもっと近代的な火器が必要なことに気が付いた為、1960年代初頭に制式採用小銃の座はFN FALに取って変わられた。軍用の武器としては不足な点があるにもかかわらず、陸軍の予備役用に1990年まで使われていた。使った兵士には親しまれていたと言う。
アイルランド陸軍ではNo.4 Mk Iは戦後も使われ続けた。

### Rifle No.4 Mk 2
第二次世界大戦から数年経ち、イギリス陸軍はRifle No.4 Mk 2(1944年に公式名称で使う数字をローマ数字からアラビア数字に変更した。)を採用した。
トリガー(引き金)の回転軸をトリガーガード(用心鉄)から銃本体へと移した事で、より洗練され、機能が向上した。
銃床をブナ材に変え、肩当て部分が真ちゅうに戻された点が、Mk Iとの外見上の違いである。
No.4 Mk 2の導入に際し、イギリス陸軍は在庫となっている全てのMk IをMk 2規格に改修した。
Mk Iから改修されたものをNo.4 Mk I/2、Mk I*から改修されたものをNo.4 Mk I/3 と名付けた。

## 狙撃銃タイプ

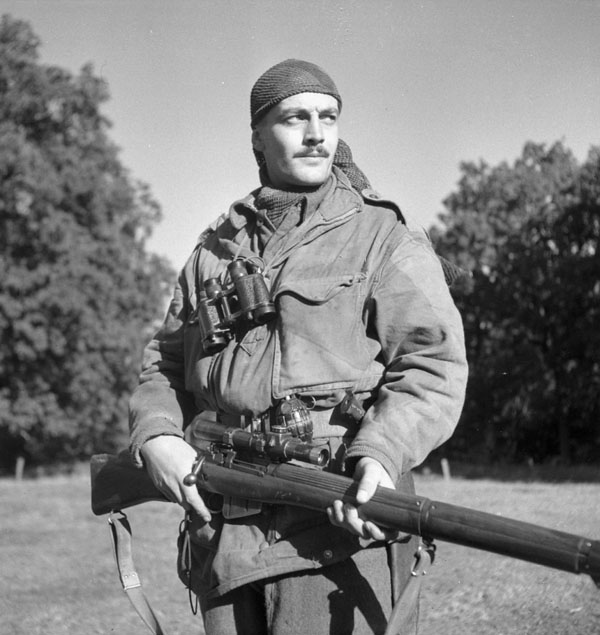
Rifle No. 4 Mk I(T)を持つカナダ軍兵士

第一次・二次世界大戦と朝鮮戦争の間を通して、数多くのリー・エンフィールド小銃が狙撃銃に改造された。
第二次世界大戦中は新たに狙撃銃を設計せず、No.4 Mk Iの生産ラインから精度の良いものを選び、照門を取り外し、木製のチークパッド（頬当て）と"No.32 3.5倍スナイパースコープ（狙撃眼鏡)"を取り付けるなどの改造を施すことで狙撃銃を製作した。この独特な"No.32 3.5倍スコープ"は、1942年にMk 1が、43年にMk 2が、44年にはMk 3（4倍）が採用され、年を追うごとに進歩していった。その後、No.32 Mk 3スコープには新たに“L1A1”という名称が与えられている。
それらの改造を施したNo.4 Mk Iに、軍はNo.4 Mk I (T)という名称を与えた。イギリスで有名なスポーツ用銃製作会社であるHoland and Holandで、数多くのNo.4 Mk Iが狙撃銃へと改造されていった。
これらの狙撃銃は、オリジナルの状態で1960年代までの多くの紛争で用いられることとなったが、7.62mm NATO弾を使用するように改修されたタイプであるL42A1は1982年のフォークランド紛争でも用いられた。
オーストラリアではスナイパースコープ、チークパッドを取り付け、銃身を肉厚で重い物と交換したSMLE Mk III*にSMLE Mk III* (HT) という名前を与え、狙撃銃として採用した。(HTとは重銃身、狙撃眼鏡付きの意味である。)
SMLE Mk III* (HT)は第二次世界大戦、朝鮮戦争を経験し、その後1970年代後半まで狙撃手の練習用として使われた。

## Rifle No.5 Mk 1 "ジャングル・カービン"
第二次世界大戦末期、空挺部隊の「より短く、軽量に」(Shortened, Lightened)という要求に従い、Rifle No.5 Mk 1が設計された。本来は空挺部隊向けの装備であったが、主に戦後の東南アジア方面の作戦で使用された為、ジャングル・カービンの通称で知られる。
No.4 Mk Iの銃身および先台・木被を切り詰め、銃床の厚みを減らし、金属製部品に肉抜き加工を施して2ポンド(907g)の軽量化を達成したが、射撃時の反動はオリジナルのNo.4に比べて非常に大きなものとなった。その反動を少しでも和らげる為に追加された床尾板のゴム製肩当て、また激しくなった銃口焔を抑えるためのラッパ型フラッシュハイダーが、この銃の外見的な特徴の一つでもある。それでも反動を十分に処理することはできず、肉抜き加工が銃の強度に悪影響を及ぼしたため、命中精度は良好とは言いがたいものであった。設計上、根本的な改善は困難であり、時代の潮流は自動小銃に移りつつあったため、製造は1947年に中止されている。それ以降も、取り扱いやすい軽便カービンとして、マラヤ危機など各地で運用され続けられた。
オーストラリアではRifle No.6 Mk 1と呼ばれるジャングル・カービンも同時に開発された。こちらはNo.5 Mk 1と異なり、No.1 Mk III*から開発している。試作品の域を超えなかったので、今日では現存している数が非常に限られている。その為、コレクターの間では非常に高値で取引されている。

## 口径や機構が異なる派生型

### 22口径訓練用小銃
第一次世界大戦後、数多くのSMLEが22口径弾(.22 Long Rifle弾)を使用する、士官候補生や新兵に安全な銃の扱い方、射撃の基本などを教える為の訓練用小銃に改造された。改造されたものにはRifle No.2 Mk IVという名称を与えられた。
一般にRifle No.2 Mk IVは単発式であったが、弾倉から給弾できるようにする特殊なコンバーターを取り付けたタイプも存在した。
第二次世界大戦後、Rifle No. 7、 Rifle No. 8、Rifle, No. 9と呼ばれる同じく.22 LongRifle弾を使用する、訓練用小銃がコモンウェルス諸国の陸軍で採用され、士官候補生の教育や射撃競技に使われた。

### チャールトン自動小銃

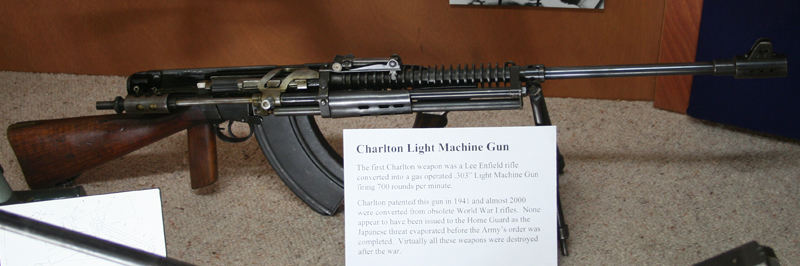
チャールトン自動小銃
ニュージーランド国立陸軍博物館の展示品

極少数のリー・エンフィールド小銃が、実験的な自動装填機構を備えた自動小銃に改造、または自動小銃として最初から作られた。最も知られているのは、ニュージーランド人であるフィリップ・チャールトンが開発したチャールトン自動小銃(Charlton Automatic Rifle)である。
第二次大戦中、ニュージーランド軍は多くの人員を北アフリカ戦線に投入していた。1941年に日本が戦争に参加した時に、ニュージーランドは日本が侵攻してきた際に本土防衛する上で必要となるであろう軽機関銃が足りない事に気が付いた。そこで、ニュージーランド政府は、リー・エンフィールド小銃を自動小銃に変えるためのコンバージョンキットの開発資金を出した。
開発の結果、チャールトン自動小銃は1942～45年の間、ニュージーランドの郷土防衛隊(Home Guard)に配備された。
チャールトン自動小銃は10発入り弾倉またはブレン軽機関銃用の30発入り弾倉を用いて給弾し、普段は半自動小銃として使い、緊急時のみ全自動小銃として使う事を前提として作られていた。二つのタイプがあり、ニュージーランドで生産されたタイプとオーストラリアで生産されたタイプが存在する。
ニュージーランドタイプは、既に退役済みのリー・メトフォードとMLEを元に作られた。一方、オーストラリアタイプはNo.1 Mk III*を元に作られた。
ニュージーランドタイプには、ハンドガードにピストルグリップが付いていて、バイポッドも付いていた（全長1,150mm、装弾無し状態で重量7.3kg）が、オーストラリアタイプには両方とも付いていなかった。しかし、作動方式はガス圧利用で同じ機構を組み込んでいた。
ニュージーランドでは、約1,500丁が生産されたが、戦後直ぐに殆どがパーマストン北武器庫の失火により失われた。僅かに現存しているものもあり、ニュージーランドのオークランドにある戦争博物館やイギリスの帝国戦争博物館などで今でも見ることが可能である。

### デ・リーズル カービン（デ・ライル　カービン）

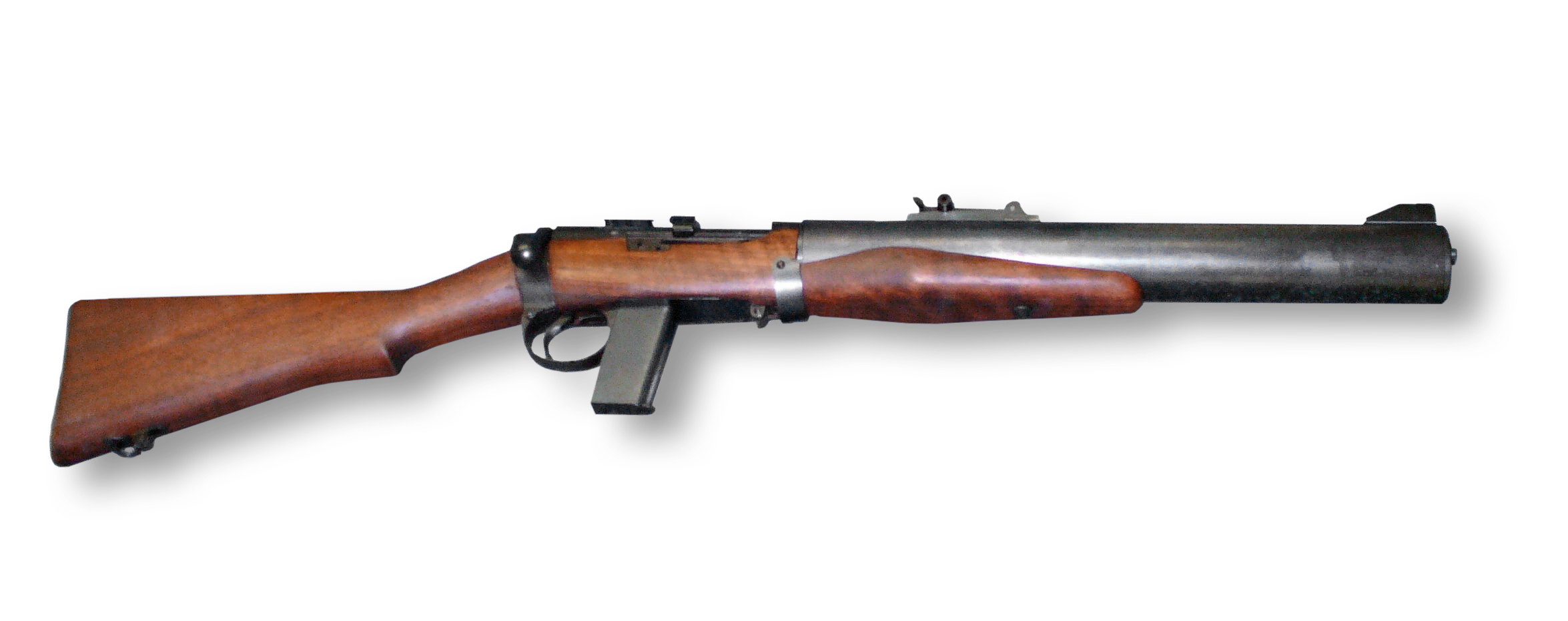
デ・リーズルカービン（デ・ライル　カービン）

第二次世界大戦中、特殊部隊用に開発された消音カービン銃である。No.1 Mk III*を元に、45口径の拳銃弾（.45ACP弾）を用い、弾倉はM1911ピストルの物が利用された。

## 7.62mm NATO弾バージョン

### L8
1960年代、イギリス政府と防衛省は、もしワルシャワ条約機構軍が西ヨーロッパに侵攻してきた時の民間防衛団体や陸軍の戦時下の緊急用の小銃として、また万が一イギリス国内に駐留している部隊と海外派遣されている部隊全体にL1A1（FN FALの派生型）が行き渡らなかった時の保険として予備の小銃を保持し続けるプロジェクトの一環として、多くのNo.4シリーズ(Mk IとMk 2)を7.62mm NATO弾仕様に改修した。
銃身、弾倉、薬室・撃発機構・排莢機構等の内部機構、照門などを7.62mm NATO弾に適したものに改修されたNo.4シリーズは、L8という新しい名前を与えられた。
L8の外見は、弾倉と銃身を除けば元になったNo.4シリーズとの違いは無かった。
L8の採用試験は混乱を極め、イギリス政府と防衛省は在庫のNo.4シリーズをこれ以上改修しないことを決定した。

### L42A1狙撃銃
L8の試作からヒントを得たイギリス陸軍は、在庫のNo.4 Mk I(T)の多くを7.62mm NATO弾仕様に改修し、新しくL42A1という名前を与え、制式狙撃銃として採用した。L42A1は1980年代中盤にL96A1と交代する形で現役を引退した。
L42A1狙撃銃は、既存のNo4 Mk1(T)狙撃銃とNo4 Mk1*(T)狙撃銃から改修された更新型として1970年に配備された。この改修はエンフィールド王立小火器製造工廠により行われた。およそ1,080丁が改修されている。
第二次大戦中に製造された既存のNo4 Mk1(T)狙撃銃とNo4 Mk1*(T)狙撃銃から改修されたため、引き金の回転軸がトリガーガード（用心鉄）で位置決めされるままだったという点で、引き金の回転軸がレシーバー（機関部）で位置決めされていた、他の第二次大戦後のNo4派生型（No4 Mk 2、Mk 1/2、Mk 1/3）とは異なっている。
いくつかの変化が取り入れられたが、当然のことながら最も顕著な変化は、.303ブリティッシュ弾から新しい7.62x51mm NATO弾への転換であった。古い.303ブリティッシュ弾はリム（縁）付きの薬莢であったのに対し、7.62x51mm NATO弾はリム無しの薬莢であったため、抽筒子（エキストラクター）が変更され、また7.62x51mm NATO弾の給弾のため、より角張った新しい10発箱型弾倉に変更された。弾倉のリップ部分の硬化処理された突起は蹴出器（エジェクター）として機能した（303ブリティッシュ弾用の蹴出器はそのまま残っていた）。
銃身は、新弾薬に対応するためだけでなく命中精度を改善する目的からも更新された。第二次大戦終了後に開発された命中精度向上のための知見のうちの一つである、フリーフローティング銃身が装備された。フリーフローティング銃身化するため、No4 Mk1(T)標準型の銃床を短縮化し、前部銃床部分が機関部前方の鉄製バンドの前までで切断された。残りの木製銃床は、後部銃床に付けられたネジ込み式の木製頬当てを含め、原型のNo4 Mk1(T)狙撃銃からほとんどそのまま残された。
選ばれた銃身は、古いNo4 Mk1(T)狙撃銃の銃身が5条左回りのライフリングであったのに対し、4条右回り（1:12インチ1回転）のライフリングを施された27.5インチ長のハンマー鍛造製ヘビーバレルであった。銃身製造のハンマー工程により、銃身の外観に蛇皮のような模様が残っている。
No4 Mk1(T)狙撃銃で取り外されていた照準器（照門）は、光学照準器の緊急故障の際のバックアップとして再装備された。光学照準器の取付台座は、No4 Mk1(T)狙撃銃と同様、ライフルの左側に取り付けるネジ込み式光学照準器取付台座のままである。光学照準器は、倍率固定式4倍光学照準器である（No4 Mk1(T)狙撃銃で採用されたNo.32 Mk3を改修、照準調整用の回転目盛が.303ブリティッシュ弾に代わる7.62x51mm NATO弾の弾道特性に適合するよう調整し、L1A1と改名されたもの）。
当時の狙撃銃全てにおいて一般的であるが、二脚は装備されていない。従って伏射の際には、何らかの台（例えば砂バッグ）から、または手で支えた態勢（それによく適しているが）から射撃する必要がある。ボルト操作は円滑であり薬莢の排出は非常に良好である。薬莢は銃の近くに下方に排出され、最終射撃位置から離れる際に薬莢を捜索するのに便利である。
L42A1狙撃銃は、L96A1と交代した1985年まで英国軍で使用された。オマーンのDhofar反乱、北アイルランド紛争、フォークランド紛争において、特殊部隊（SAS）、海兵隊員と落下傘部隊により実戦使用され成功を収めている。なお未確認であるが、1991年の湾岸戦争において特殊部隊（SAS）が、退役したL42A1を再度引っ張り出し、L96A1に使用されるS&B 6x PM光学照準器を装備して使用したとの情報もあるようだ。S&B 6x PM光学照準器を装備したL42A1を使用したSAS部隊は、1,000m先の人間サイズの目標に一貫して命中させることが出来たと伝えられている。
L42A1狙撃銃は、第二次世界大戦からの伝説的な狙撃銃の直系であり、そして、最終的に20世紀の終わりに現代化された狙撃銃と取り替えられる必要が生ずるまで、戦場においてその伝統を継承したと言える。

### L42A1狙撃銃の派生型

#### L39A1
L39A1は、L42A1に先立ち、陸軍の大口径射撃チームのために製作された射撃競技用の派生型である。望遠光学照準器の代わりに、パーカー・ヘール型のトンネル形状照星と、マイクロメートル調節可能な後部照尺を装備していたこと、後部銃床がNo.8.22小銃の後部銃床と類似するセミ・ピストル形グリップを持つものであったこと以外は、L42A1と類似していた。銃身はL42A1と同様に、7.62mm版のハンマー鍛造製ヘビーバレルである。L39A1は10発弾倉を持っていたが、弾倉搭載が必要とされなかったため、その後継型は一回射撃使用のためのプラットホームとして用いられた。

#### Enfield Envoy
L39A1の民間向けバージョン。外部の仕上げが軍用よりも高水準で製造されている。

#### Enfield Enforcer
1970代初期から英国警察に使用された、7.62x51mm NATO弾を使用する法執行機関向けバージョン。スポーター・スタイルの銃床を持ち外観はL39A1と類似していた。L42A1よりも軽い引き金が装備された。高品質の東独製Pecarベルリン 4-10x変倍光学照準器を装備していたが、光学照準器の取付台座は民間向けでありL42A1で使用されたNo.4 Mk1(T)用ネジ込み式台座とは異なっていた。L39A1で使われたものに類似した照準器がEnforcerにも取り付けられていた。L42A1用の7.62x51mm NATO弾弾倉が取り付けられている。767丁が製造された。

### Rifle 7.62mm 2A(Ishapore 2A)シリーズ - 最後のリー・エンフィールド
中印国境紛争直後の1962年にインドにあるイシャポール造兵廠(Ishapore Rifle Factory in India)で、Rifle 7.62mm 2AまたはIshapore 2Aとして知られる、SMLE Mk III*を元に7.62mm NATO弾を使えるように設計し直された新しいタイプのリー・エンフィールド小銃が作られた。
外見はオリジナルSMLE Mk III*そっくりだが、オリジナルより四角い12発入りの弾倉を備えている点が異なっている。
1965年からは照門の設定できる距離を2000mから800mにした上に、2Aでは12発入りだった弾倉をオリジナルと同じ10発入りに戻したRifle 7.62mm 2A1が生産されている。照門・弾倉の違い以外に2Aと2A1の違いは無い。

## 登場作品

### 映画
『1917 命をかけた伝令』
主人公のスコフィールド、コリンズ及び、イギリス軍の兵士達がSMLE Mk IIIを使用。
『インディ・ジョーンズ/魔宮の伝説』
援軍に駆け付けた英国軍インド兵部隊が使用。邪教徒相手に短時間に速射を叩き込む、マッドミニット射撃を披露する。ただし撮影で使われたのはRifle No.4 Mark Iで、1935年という時代設定には合致しない。
『殺しの免許証』
イギリス軍がRifle No.4 Mark Iを使用。
『ジャドヴィル包囲戦 -6日間の戦い-』
作中にて、クインラン指揮下のアイルランド陸軍歩兵中隊がNo.4(T)を、カタンガ軍と傭兵がSMLE Mk Ⅲを使用している。ただし作中と同時期の1960年代初頭にコンゴに派遣されたアイルランド軍が使用していたのはMk Ⅲである点に留意されたい。

『スター・ウォーズ エピソード4/新たなる希望』
惑星タトゥイーンのジャワ族が使用。リー・エンフィールド小銃を極端に短く切り詰めたステージガンで、ブラスターの一種という設定。
『ダンケルク』
主人公トミーを始めとするイギリス軍の兵士達がSMLE Mk IIIを使用。
『マイケル・コリンズ』
アイルランドに駐留するイギリス軍やブラック・アンド・タンズのほか、独立後のアイルランド内戦においても条約賛成派のアイルランド自由国軍が運用した。
『ランボー3/怒りのアフガン』
ムジャヒディンの何人かがMk.III*を携行する。

### アニメ・漫画
『紅の豚』
空賊連合、マンマユート団がSMLE型を所持している。
『戦場まんがシリーズ』
シリーズの一編「四次元戦線」に登場する。英国兵が米兵に「俺の銃には10発弾が入る」と本銃を自慢した後、「日本軍の小銃（99式）は黄土の中国大陸向き」「アメリカの小銃（M1ガーランド）はギャングの市街戦用」だと言い切っている。
『天空の城ラピュタ』
兵士がSMLE型をモデルにした小銃を使用する。
『パンプキン・シザーズ』
抗帝国軍の主力小銃としてMk.IIIが登場。

### ゲーム
『Enlisted』
ノルマンディー侵攻Lv.3、チュニジアの戦いLv.9でNo.4 MkⅠが、チュニジアの戦いLv.3でSMLE MkⅢがアンロックされる（どちらも連合軍）。
『アークナイツ』
星4レアリティの狙撃オペレーター「アンブリエル」の装備する狙撃銃としてNo.4が登場する。
『コール オブ デューティシリーズ』
『CoD』
イギリス軍のボルトアクションライフルとしてNo.4が登場する。
『CoD:UO』
イギリス軍のボルトアクションライフルとしてNo.4が登場する。
『CoD:FH』
イギリス軍のボルトアクションライフルとしてNo.4が登場する。
『CoD2』
イギリス軍のボルトアクションライフルとしてNo.4が登場する。
『CoD3』
イギリス軍・ポーランド軍・カナダ軍・レジスタンスのボルトアクションライフルとしてNo.4が登場する。
『CoD:WWII』
ボルトアクションライフルとして登場する。

『スナイパーエリートV2』
DLC「The Landwehr Canal Pack」を導入することでMk.IIIが使用可能になる。
『ゾンビU』
モデルNo.4 Mk1として登場。
『バトルフィールドシリーズ』
『BF1942』
アメリカ軍・イギリス軍・ソ連軍・カナダ軍の小銃としてNo.4が登場する他、スコープを搭載したものがアメリカ軍・アメリカ海兵隊・イギリス軍・ソ連軍・カナダ軍の狙撃銃として登場する。
『BF1』
偵察兵の小銃としてSMLE Mk.IIIが登場する。ゲーム内で照準を覗いた際のズーム倍率によってスコープが搭載される。
『BFⅤ』斥候兵で使用可能。初期アンロックされている。
『マンハント』
「スナイパーライフル」の名称でL42A1が登場する。
『マンハント2』
前作同様、「スナイパーライフル」の名称でL42A1が登場する。しかし、リロードモーションがM1ガーランドのようにクリップを用いるモーションに変更された。
『ワールドウォーヒーローズ』
No.4 Mk1が登場。課金することで使用できる。
『fortnite』
ハンティングライフルという名で登場し、レア度がエピックとレジェンドで見ることができる。